# Stenosarina nitens
Stenosarina nitens är en armfotingsart som beskrevs av Cooper 1977. Stenosarina nitens ingår i släktet Stenosarina och familjen Terebratulidae. Inga underarter finns listade i Catalogue of Life.